# Uramya elegans
Uramya elegans är en tvåvingeart som först beskrevs av Giglio-tos 1893.  Uramya elegans ingår i släktet Uramya och familjen parasitflugor. Inga underarter finns listade i Catalogue of Life.